# Stemonyphantes parvipalpus
Stemonyphantes parvipalpus là một loài nhện trong họ Linyphiidae.
Loài này thuộc chi Stemonyphantes. Stemonyphantes parvipalpus được Andrei V. Tanasevitch miêu tả năm 2007.